# La Protecció Literària
La Protecció Literària és una associació creada l'any 1876 a Barcelona, és considerada la primera dedicada a la bibliofília a Catalunya i va ser l'escriptor i financer Francesc Manuel Pou el principal impulsor amb la idea principal de fomentar la publicació d'obres en català i la difusió del catalanisme.
Els seus fundadors creien convenient i necessari animar als escriptors de tota mena, i garantir, no uns bons resultats econòmics, però si cobrir, almenys, les despeses.
Publicar un llibre en català ens els anys setanta del segle xix, sense comptar amb l'ajut d' alguna corporació oficial o el favor d'un entusiasta mecenes, era donar-se un luxe que sols estava a la mà de pocs. Van animar als lectors a fer una subscripció, però com que la quota mensual d'aquests no passava d'una pesseta, i a penes arribava a quatre-cents el seu nombre, la Comissió Censora, creada i extreta dels elements més experts de la Protecció Literària i dotada de les més amples facultats d' obrar, tenia cura, com ja ho diu el seu nom, de protegir la publicació de totes les obres catalanes que estimés més dignes de veure la llum pública, per la qual cosa havia de ser rigorosa en les tries. Dita Comissió decidia si les obres presentades per autors joves eren dignes de ser adquirides, i si així ho decidia pactava amb cada autor el preu i, una vegada avinguts, li comprava el nombre d' exemplars necessaris per repartir entre tots els associats, garantint uns diners molt necessaris per iniciar-se en l'aventura literària.
Els subscriptors coneixien l'articulat de la Societat, i sabien que la Comissió Censora dedicava moltes estones per escollir llibres, i decidia després d'una acurada selecció, com va ser el cas de Narcís Oller, que va veure publicada la seva primera obra Croquis del Natural gràcies a aquesta iniciativa.
Malauradament, La protecció Literària, sobretot per motius econòmics, no va durar gaire, potser tres o quatre anys, doncs en algunes revistes mencionaven, fins al 1879, els llibres que repartien entre els associats.